# ピンダッド
ピンダッド（PT Pindad インドネシア語:Perindustrian Tentara Nasional Indonesia-Angkatan Darat インドネシア陸軍工業）（Persero 国有株式会社）は、軍事用車両と民間商業製品の開発と製造を行うインドネシアの国有企業。インドネシア国軍や法執行機関に対し武器や銃弾、兵器などの軍需品の納入のほか、サイバーセキュリティ対策なども行う。民間部門では貨物自動車や商業用の爆薬、クレーンやショベルカーなどの建設機械や、各種インフラ機器など工業製品全般を取り扱っており
、ピンダッドではインドネシア国軍に纏わる兵器の設計開発、製造、メンテナンスを含む全般を請け負っている。ジャワ島西部の都市、バンドンに本社を構える。

## 歴史
1808年、オランダの政治家でインドネシア総督であったヘルマン・ウィリアム・ダンデルスはスラバヤに軍需製品のための工場Artillerie Constructie Winkel (ACW)の設立を命じたことが起点となっている。その後、オランダ領東インド政府は海軍向け大砲の工場Proyektiel Fabriek（PF）の設立を1850年に命じている。1851年には名称がACWに変更されている。
1923年から1932年の間に、スラバヤの工場はバンドンに移設され、名称がArtillerie Inrichtingen（AI）に変更され統一が行われている。日本統治時代には第一鋼造（Dai Ichi Kozo, DIK）に改名。その後、名称はLeger Productie Bedrijven（LPB）に変更されている。
1950年4月29日、オランダ・インドネシア円卓会議上に於いて、オランダは主権をインドネシア連邦共和国に譲渡することに署名。オランダ国防省のインドネシア庁（LFB）もインドネシア国軍への移管に伴い名称もPabrik Senjata dan Mesiu (PSM) となり国営の軍需産業となっている。PSMは1958年にPabrik Alat Peralatan Angkatan Darat（Pabal AD）に、1962年にはPerindustrian TNI Angkatan Darat（Pindad）に改名が行われ現在に至っている。

## 施設
弾薬製造部門はトゥレン（Turen）に位置しており、マランにある166ヘクタールの施設で研究開発が行われている。

## 製品

### 銃器[6]
拳銃
- Pindad R1
- Pindad P1
- Pindad P2[7]
- P-3A Cal. 7.65 mm
- Pindad PS-01[8]
- G2 Premium Cal. 9mm[9]
- G2 COMBAT Cal. 9 mm
- G2 ELITE Kal. 9 mm
- MAG4
- V4

短機関銃
- Pindad PM1
- PM2-V1 Cal. 9 mm
- PM2-V2 Cal. 9 mm
- PM3

散弾銃
- SG-1 12 GAUGE

小銃
SS1
- SS1-M1 Cal 5.56 mm
- SS1-M2 Cal 5.56 mm
- SS1-R5 Cal 5.56 mm
- SS1-V1 Cal 5.56 mm
- SS1-V2 Cal 5.56 mm
- SS1-V5 Cal 5.56 mm

SS2
- SS2-V1 Cal 5.56 mm

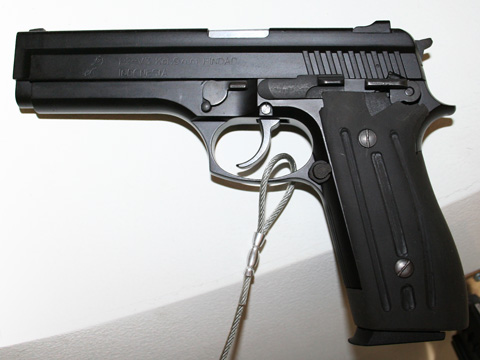
P-3A拳銃

Pindad V4拳銃

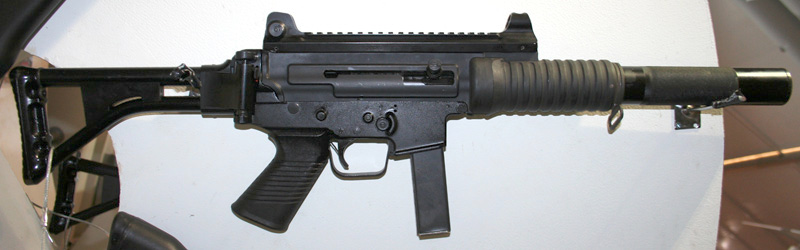
PM-2

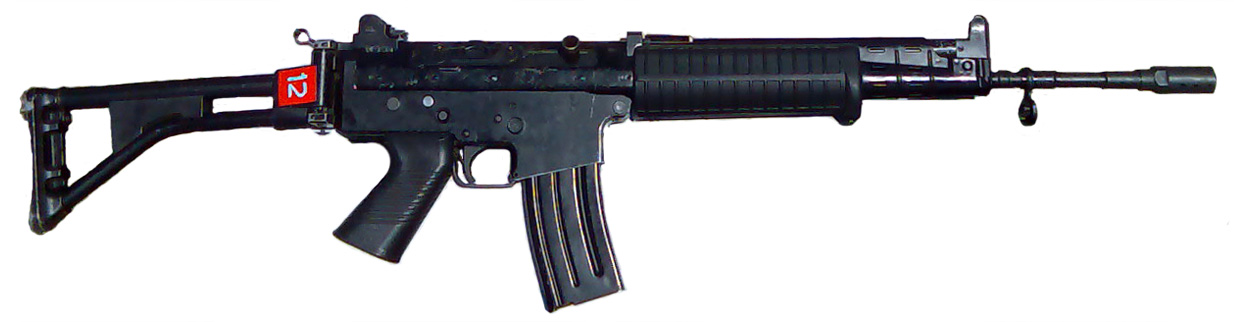
SS1-V1

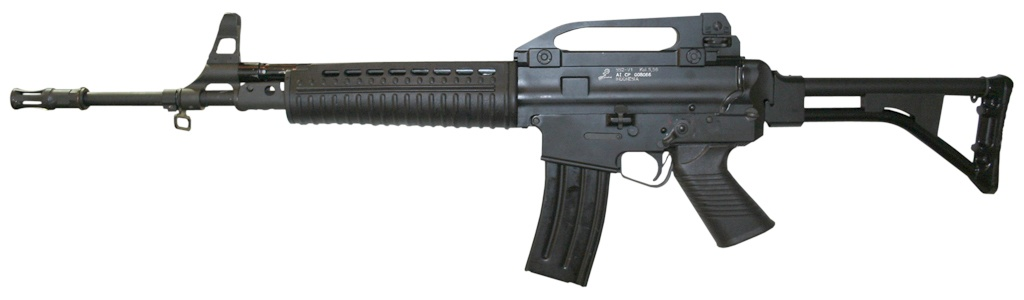
SS2-V1

- SS2-V1 HB Cal 5.56 mm
- SS2-V2 Cal 5.56 mm
- SS2-V2 HB Cal 5.56 mm
- SS2-V4 Cal 5.56 mm
- SS2-V4 HB Cal. 5.56 mm
- SS2-V5 A1
- SS2-V5 Cal 5.56 mm
- SS2-V7 Subsonic

SB1 7.62 mm
- SB1 V1 Cal. 7.62 mm
- SB1 V2 Cal. 7.62 mm

SS3
- SS3

機関銃
- SM2 V1 Cal 7.62 mm
- SM2 V2 Cal 7.62mm
- SM-5 Cal 12.7 mm

狙撃銃
- Pindad SPR-1[10]
- Pindad SPR-2 12.7 mm
- Pindad SPR-3 7.62 mm
- Pindad SPR-4

グレネードランチャー
- SPG1-V4 Cal 40 mm
- SPG1-V2 Cal 40 mm
- SPG1-V3 Cal 40 mm
- SAR-2 Cal 38 mm

迫撃砲
- Mo-1 Cal. 60 mm CO
- Mo-2 Cal. 60 mm LR
- Mo-3 Cal. 81 mm

非殺傷兵器
- PG BT1 スタンバトン
- PG Alpha-1 スタンライト
- PG TZ1 テーザー銃

その他
- Pindad PI 信号拳銃

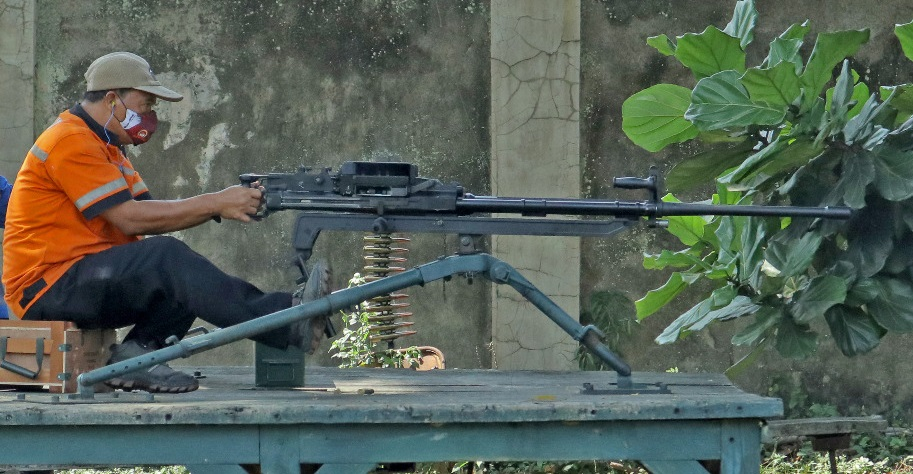
SM-5

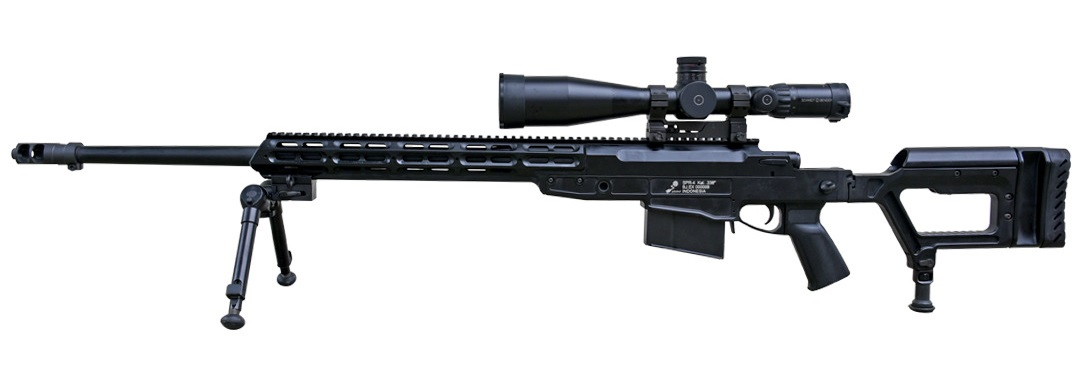
SPR-4

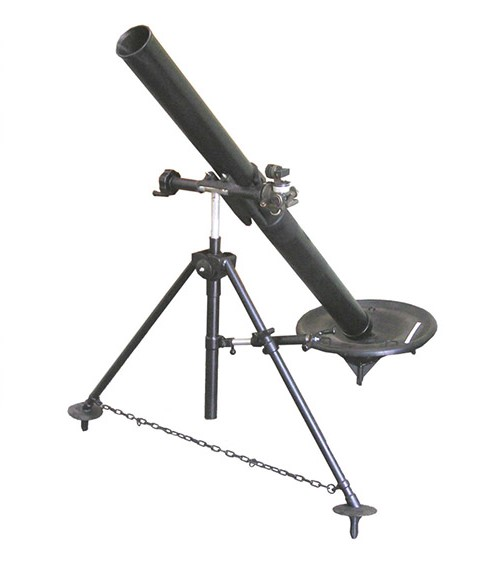
Mo-3迫撃砲

- Pindad ME-105 105mm榴弾砲
- Pindad PK-1 フィールドナイフ
- Pindad PL-1 スローイングナイフ

### 車両
装甲車両
- Pindad APR-1V
- Pindad APS-1
- Pindad APS-2

歩兵機動車 マウン

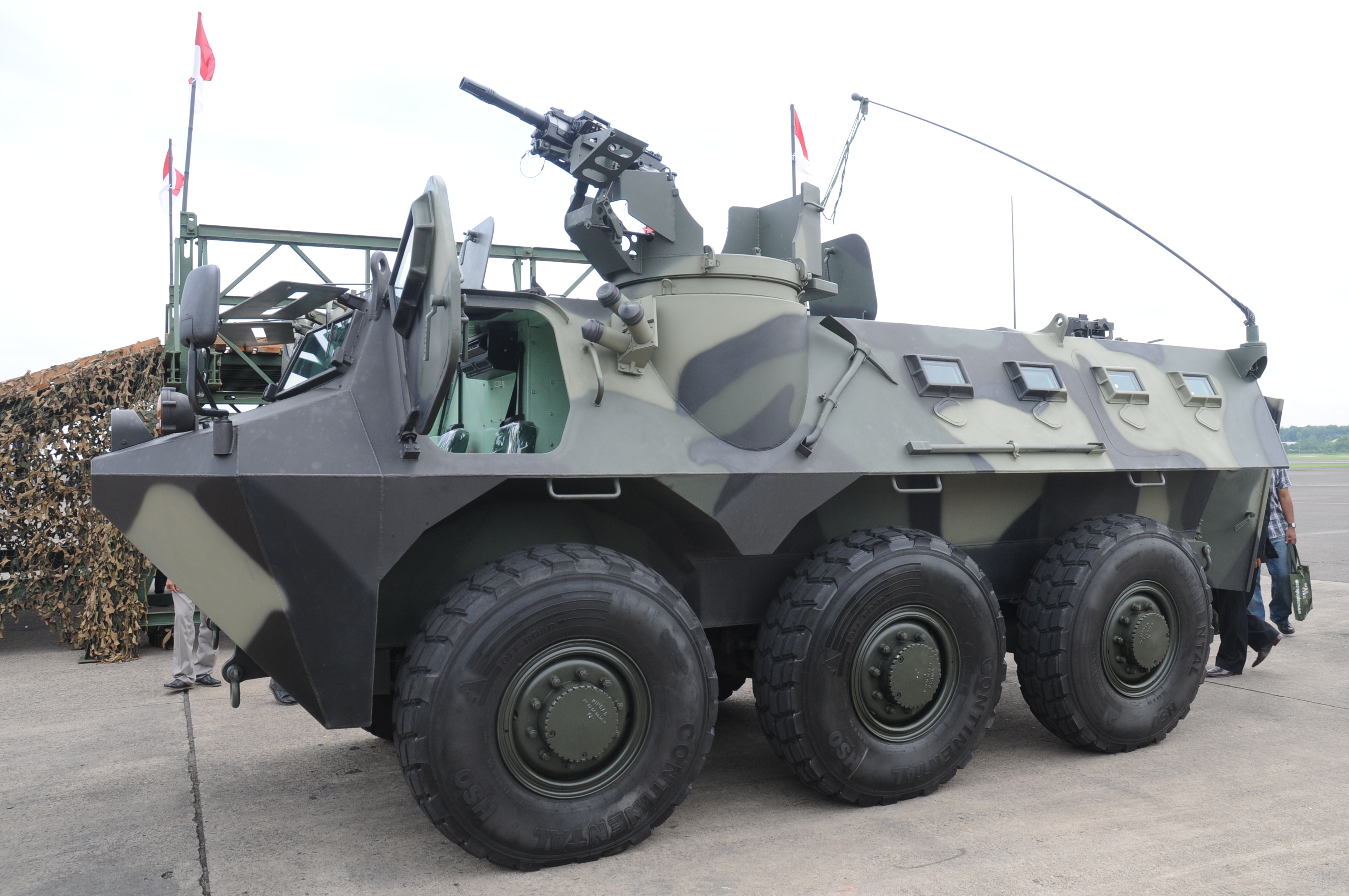
Pindad アノア

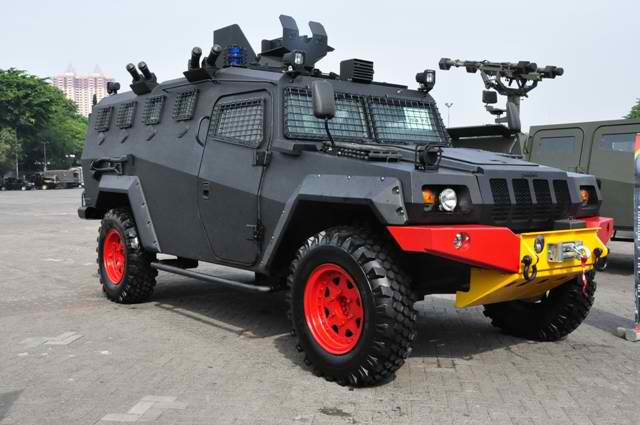
インドネシア警察特殊部隊の爆発物処理班向け車両 Komodo APC

ハリマウ戦車

- Kendaraan Taktis Maung 4x4
- Kendaraan Taktis Maung MV2
- Pindad APC Anoa 6x6
- Pindad Sanca
- Pindad Komodo
- Water Cannon

支援火器車両
- Badak 6x6

戦車
- Harimau Midum Tank（ハリマウ）

水上機器
- Work Boat Amphibious (WBA) 水陸両用車
- Pindad TPS ゴミ収集機

### 農機
- Rotary planter 田植え機
- Multicommodity combine harvester 稲刈り機
- PTM-45 トラクター
- Paddy dryer
- Rotary planter
- AMH-O

### 建設機械
- Excava 50 油圧ショベル
- Excava 200 油圧ショベル[11]
- PTM-90 農業用トラクター
- PA-1800 耕運機
- PP-160 稲刈り機[12]
- Telehandler